# Jean-Marc Savelli
Jean-Marc Savelli (Mulhouse, 18 de outubro de 1955) é um pianista francês, muitas vezes qualificado de “Virtuoso da emoção”.
Conhecido pelo grande público pelas suas interpretações das obras de Franz Liszt e Frédéric Chopin, Jean-Marc Savelli ilustra-se também no repertório clássico com Johann Sebastian Bach e Ludwig Van Beethoven e no repertório impressionista com Claude Debussy.

## Biografia
Sua mãe, Marie-Louise Schreyer, é natural da Alsácia, e oriunda pelo lado materno de uma família de músicos de rua que atuavam na Europa de Leste, inclusive perante a Corte Imperial da Rússia antes de se estabelecer na Alsácia no Baixo Reno. Seu pai, Gratien Savelli, é natural da Córsega e encontrou Marie-Louise no percalço da Segunda Guerra Mundial; cantava muitas vezes "lamentus" corsos e outras cantos tradicionais da Córsega. Instalado com sua esposa em Mulhouse manteve-se no entanto nostálgico de sua Córsega natal.
Foi imerso neste ambiente que Jean-Marc Savelli  , foi inscrito aos 8 anos, pelos seus pais, no Conservatório Nacional de Música e Arte Dramática de Mulhouse. Aos 12 anos, Jean-Marc Savelli obteve o seu primeiro prémio no Conservatório Nacional de Música de Mulhouse, com unanimidade do júri. Suzanne Muller-Gunst, sua professora de piano, ambicionava que Jean-Marc continuasse os seus estudos no Conservatório Nacional de Música de Basileia (Suíça).
Foram Paris e Pierre Sancan ,  pianista francês, que os seus pais escolheram para dar continuação aos seus estudos musicais e para o preparar para entrar no Conservatório Nacional de Música e Dança de Paris (CNSMD).
Consegue o seu concurso de admissão e entra na turma de Monique de La Bruchollerie , pianista internacional francesa,  cuja brilhante carreira foi abruptamente interrompida após um acidente de carro. A morte de Monique de La Bruchollerie foi um verdadeiro cataclismo para todos os seus alunos, sobretudo para Jean-Marc Savelli muito ligado ao seu Mestre, e a quem prestou uma última homenagem carregando o seu caixão com outros alunos.
Yvonne Lefebure , outra grande pianista internacional francesa, dará continuação à sua formação.
Jean - Marc Savelli também teve o privilégio de completar a sua formação com Aldo Ciccolini, Arthur Rubinstein e Sviatoslav Richter, este último queria levar Jean-Marc Savelli para Moscovo.

## Carreira
Depois de uma série de concertos por todo o mundo  ,  Jean-Marc Savelli interrompe momentaneamente a sua carreira por motivos familiares, mas mantem-se sempre ligado ao mundo do piano.
É nesse intervalo que começa a dedicar-se à influência da música sobre o ser humano, e principalmente sobre os que sofrem. 
Realiza a sua pesquisa com a ajuda de médicos, através da criação de uma escala emocional explorada por outras pessoas que não os músicos.
Desde 2012, Jean-Marc Savelli prepara o seu regresso aos concertos dedicados a Beethoven, Liszt e Chopin. Este regresso aos palcos está previsto para 2013.

## Discografia
- trabalho Frédéric Chopin, Sergei Vasilievich Rachmaninoff, Franz Liszt, Robert Schumann by Jean-Marc Savelli, piano 1996, Álbum arquivado na famosa Biblioteca Nacional da França BNF("Bibliothèque Nationale de France" BNF)[11] : https://web.archive.org/web/20160303165919/http://www.cdmail.com/affich_fich.asp?refcdm=CDM081802
- Le récital diabolique ( The Demon recital) com Jean-Marc Savelli (peças de música de Franz Liszt) : https://archive.is/20130102120346/http://www.chaumiereonline.com/Musique-Classique/Page-Resultat-Recherche.aspx?type=1&rch=savelli]
- álbum "Classical Recital"  Etiqueta : Famous Records Corp. [12] [13]

http://www.lastfm.fr/music/Jean-Marc+Savelli/Classical+Recital

## Filmografia
- Jean-Marc Savelli encontrou seu compatriota Tino Rossi na emissão de Jacques Chancel, "O Grande Tabuleiro de xadrez"

.
- 2013, "Corse Classique " dedicado a Ludwig van Beethoven, Franz Liszt, Frederic Chopin   ,  vídeo da música por Jean-Marc Savelli produzido pelo estúdio Ricordu, eleito o melhor vídeo do youtube sobre Ludwig van Beethoven  por musicsense.org <ref>http://www.musicsense. org/album63302-Emotion-Classique.htm </ ref> para a interpretação de Jean-Marc SAVELLI  do Sonata para piano No. 8 de Ludwig van Beethoven